# Bullrun (rallywedstrijd)
Een bullrun is een wedstrijd waarbij (meestal exclusieve) auto's een bepaald traject door de VS afleggen. Dit gebeurt in verschillende etappes. Op het einde worden alle tijden opgeteld samen met eventuele strafpunten. Diegene die dan de beste totaaltijd heeft wint de rally. De bullrun is vergelijkbaar met de Gumball 3000.